# Karamanspor
Karamanspor Kulübü, turecki klub piłkarski z siedzibą w mieście Karaman Po kolejnych trzech latach klub został relegowany na trzeci poziom ligowy w sezonie 2008/2009. Już w kolejnym sezonie klub spadł ponownie z 2. Lig do 3. Lig, a od 15 marca 2011 roku klub został zdegradowany na poziom amatorski w Bölgesel Amatör Lig (piąty poziom ligowy).